# Heaven in My Hands
Heaven in My Hands is een nummer van de Britse band Level 42. Het is de eerste single van hun achtste studioalbum Staring at the Sun uit 1988. Op 22 augustus van dat jaar werd het nummer wereldwijd op single uitgebracht.
De intro van het nummer werd in juli 1989 door de BBC gebruikt tijdens de televisie-uitzendingen van Wimbledon.

## Achtergrond
"Heaven in My Hands" bereikte in thuisland het Verenigd Koninkrijk eind augustus 1988 de 12e positie in de UK Singles Chart. In het Nederlandse taalgebied werd de plaat een regelrechte top 10-hit.
De plaat was op donderdag 25 augustus 1988 TROS Paradeplaat op de befaamde donderdag op Radio 3 en werd mede hierdoor een hit in de destijds twee landelijke hitlijsten op de nationale publieke popzender. De plaat bereikte de 7e positie in de Nederlandse Top 40 en zelfs de 4e positie in de Nationale Hitparade Top 100. 
In België bereikte de plaat de 6e positie in zowel de voorloper van de Vlaamse Ultratop 50 als de Vlaamse Radio 2 Top 30. In Wallonië werd géén notering behaald.

## Trivia
Het intro van de single wordt al sinds zaterdag 1 oktober 1988 als openings tune gebruikt voor het radioprogramma Spijkers met koppen op NPO Radio 2.